# بانکونابئو
بانکونابئو (به لاتین: Bikenibeu) یک منطقهٔ مسکونی در کیریباتی است که در تاراوا واقع شده‌است. بانکونابئو ۱٫۸۱ کیلومتر مربع مساحت و ۶٬۵۶۸ نفر جمعیت دارد.